# 관먀오구

관먀오 구의 위치

관먀오구(한국어: 관묘구, 중국어: 關廟區, 병음: Guānmiào Qū)는 중화민국 타이난시의 시할구이다. 넓이는 53.6413km2이고, 인구는 2015년 8월 기준으로 34,784명이다.

## 지리
관먀오 구는 타이난시의 남단에 위치하고 북쪽은 신화 구 (타이난 시)와, 동쪽은 룽치 구와, 서쪽은 구이런 구와, 남쪽은 가오슝시 아롄 구, 톈랴오 구와 각각 접하고 있다. 자난 평원과 신화 구릉의 경계에 위치해, 삼면이 고지에 둘러싸인 지세이다. 향내 북부에는 옌수이시(鹽水溪)의 지류인 쉬셴시(許縣溪)가 흐르며 남부에는 얼런시(二仁溪)가 흐르고 있다.

## 역사
관먀오 구는 예전에는 시라야족 신항사의 거주지이며, 명나라 말의 정성공 시대부터 한족의 이주가 진행되어, 원주민은 현재의 룽치 향으로 이주를 피할 수 없게 되었다. 1718년, 원주민은 이곳에 산서당(山西堂)을 건립해 관성제군을 제사 지내게 되어, 그 일대를 묘가자(廟街仔)나 관제묘가(關帝廟街)로 부르게 되었다. 1920년의 타이완 지방제 개편 때 이곳에 간뵤 장(関廟庄)을 두어 다이난 주 신포 군의 관할로 했다. 전후에는 타이난 현 관먀오 향으로 고쳐져 현재에 이르고 있다.

## 교통
- 국도 3호선